# The Olympics
The Olympics was een Amerikaanse zanggroep, die in 1958 en de jaren 1960 succesvol was met pop- en r&b-muziek.

## Bezetting
- Walter Ward[2] (Jackson, 28 augustus 1940 - Northridge, 11 december 2006), leadzanger
- Charles Fizer[3] (Shreveport, 3 juni 1940 - 14 augustus 1965), bariton
- Walter Hammond[4], bariton
- Eddie Lewis[5] (Houston - 31 mei 2017), tenor
- Thomas Bush en Melvin King[6] (basgitaar) vervingen Hammond
- Julius McMichael[7] (25 november 1935 - 1981) verving Charles Fizer
- Kenny Sinclair[8]

## Geschiedenis
Voorloper van The Olympics was de groep The Challengers, die in 1954 door Walter Ward in Compton werd opgericht. Pianist Marcus Banks was de enige, die niet meeging in The Olympics. In 1958 brachten The Challengers de single I Can Tell / The Mambo Beat uit bij Melaton Records.
Nog in hetzelfde jaar werd de groepsnaam veranderd in The Olympics en werd een contract getekend bij Demon Records. Reeds hun eerste single Western Movies was succesvol en plaatste zich in de Billboard Hot 100 (#8) en de r&b-hitlijst (#7). Vervolgens verliet Fizer tijdelijk de groep en werd vervangen door Melvin King. Hammond verliet definitief de groep en werd vervangen door Thomas Busch en kort daarna werd Melvin King weer aangenomen. In 1959 wisselde de groep naar Arvee Records en kwam daar met hun debuutsingle Private Eye eveneens in de Billboard Hot 100 (#95). Tot 1963 brachten The Olympics tien singles uit bij Arvee Records, waarvan Big Boy Pete in de r&b-hitlijst het meest succesvol was (#10). In 1965 bracht Arvee Records met de versie Big Boy Pete '65 nog een laatkomerplaat met The Olympics uit. Tussen 1963 en 1965 had de groep telkens kortstondig verbintenissen bij Tri Disc, Duo Disc en Loma en tijdens deze periode werden negen singles geproduceerd. Daarvan verkocht de Tri Disc-plaat The Bounce het beste (Hot 100 #40, r&b #22). In de zomer kwam Charles Fizer bij de Watts-rellen in Los Angeles om het leven. Aangezien ook Melvin King de groep verliet, haalde Ward Julius McMichaels als vervanger voor beiden. Samen met Lewis traden The Olympics voor meerdere jaren ook als trio op.
Ten slotte bracht Mirwood Records in 1966 regelmatig Olympics-platen uit. Van de zes platen konden de opnamen Mine Exclusively (#25) en Baby, Do the Philly Dog (#20) zich plaatsen in de r&b-hitlijst. Het waren de laatste hitsuccessen van The Olympics, die daarna nog tot sporadische single-producties bij telkens verschillende labels kwamen. In 1971 completeerde Kenny Sinclair de groep weer tot kwartet. Tijdens de jaren 1980 verdwenen The Olympics uit het platencircuit, maar traden wel nog steeds op bij publieke concerten. Julius McMichaels kwam in 1981 bij een motorongeluk om het leven.

## Discografie

### Singles
Demon
- 1958: Western Movies / Well
- 1958: Dance With the Teacher / Ev'rybody Needs Love
- 1959: The Chicken / Your Love

Arvee
- 1959: Private Eye / Baby Hully Gully
- 1960: Big Boy Pete / The Slop
- 1960: Shimmy Like Kate / Workin' Hard
- 1960: Dance By the Light of The Moon / Dodge City
- 1961: Little Pedro / Cappy Lewis: Bull Fight
- 1961: Dooley / Stay Where You Are
- 1961: Mash Them 'Taters' / The Stomp
- 1962: Everybody Likes to Cha Cha Cha / The Twist
- 1962: The Scotch / Baby, It's Hot
- 1963: What'd I Say (Part 1) / What'd I Say (Part 2)
- 1965: Big Boy Pete '65 / Stay Away From Joe

Tri Disc
- 1963: Fireworks / The Bounce
- 1963: Dancin' Holiday / Do the Slauson Shuffle
- 1963: Bounce Again / A New Dancin' Partner
- 1964: The Broken Hip / So Goodbye

Duo Disc
- 1964: The Boogler (Part 1) / The Boogler (Part 2)
- 1964: Return of Big Boy Pete / Return of the Watusi

Loma
- 1965: I'm Comin' Home / Rainin' in My Heart
- 1965: Good Lovin' / Olympic Shuffle
- 1965: Baby I'm Yours / No More Will I Cry

Mirwood
- 1966: We Go Together / Secret Agents
- 1966: Mine Exclusively / Secret Agents
- 1966: Baby, Do the Philly Dog / Western Movies
- 1966: The Bounce / The Duck
- 1966: I'll Do a Little Bit More / The Same Old Thing
- 1967: Big Boy Pete / Hully Gully

Parkway
- 1968: Lookin' For a Love / Good Things

Jubilee Records
- 1969: The Things That Made Me Laugh / The Cartoon Song

Warner Bros. Records
- 1970: Girl, You My Kind of People / Please, Please, Please

### Albums
- 1960: Doin' The Hully Gully (Arvee)
- 1961: Dance By the Light Of The Moon (Arvee)
- 1961: Party Time (Arvee)
- 1963: Do the Bounce (Tri-Disc)
- 1966: Something Old, Something New (Mirwood)

### Compilaties
- 2005: Arvee Singles Plus (Acrobat)
- 2007: Collector's Gold Series (Empire Music)
- 2011: Golden Oldies (Essential Media Mod)
- 2011: Dance By the Light of The Moon (Essential Media Mod)
- 2011: Doin' the Hully Gully (Essential Media Mod)
- 2011: Party Time (Essential Media Mod)